# 戸川安村
戸川 安村（とがわ やすむら、万治元年（1658年） - 享保14年4月30日（1729年5月27日）は、江戸時代中期の幕臣（旗本）。知行3000石。初名は安親。通称は犬之助、のち左門、五左衛門など。
戸川安利の子として生まれる。子に戸川安澄、養子に戸川安永（戸川安勝の子）、戸川達作（戸川達富五男）、戸川村由（堀利雄四男）、養女（永井直起娘、戸川村由室）。
寛文4年（1664年）12月、兄・安廣より東庄村（岡山県倉敷市）の一部300石の分知を受ける。
宝永6年（1709年）兄の死により帯江戸川家の家督を相続したが、東庄村の領地は幕府に収公された。
安村は父や兄と異なり、新田開発をせず領地の生産性の向上に目を向けたが、困難を極めた。父や兄の新田開発は遠浅の干潟（児島湾）を干拓したものであるため、実際に作物が収穫出来るまで時間がかかる。特に、兄が宝永4年（1707年）に開発した沖新田（倉敷市茶屋町）の知行地では年貢が納められる状態になるのに、安村の死の2年後の享保16年（1731年）までかかっている。
江戸では、使番・先弓頭などを歴任した。
享保14年（1729年）4月30日没。跡目は養子の村由が継いだ。